# Phytoliriomyza oasis
Phytoliriomyza oasis este o specie de muște din genul Phytoliriomyza, familia Agromyzidae. A fost descrisă pentru prima dată de Becker în anul 1907.
Este endemică în Algeria. Conform Catalogue of Life specia Phytoliriomyza oasis nu are subspecii cunoscute.